# 速秃那颜
速秃·那颜（蒙古语轉寫：Sutu noyan，羅馬化：Sūtū nūyān，見《史集》），出身晃豁坛部，是13世纪初蒙古帝国的千户长。
速秃那颜是效力于成吉思汗的晃豁坛部首领蒙力克的儿子，其兄长包括阔阔出（帖卜·腾格里）、脱栾·扯儿必、速亦客禿·扯兒必、答亦儿（说法不一）等。《蒙古秘史》中未提及速秃那颜的名字。《史集》将其列为左翼第9位千户长。《蒙古秘史》第244-246节记载,“蒙力克的七个儿子” 以长子阔阔出（帖卜·腾格里）为首日渐势大，对成吉思汗的弟弟拙赤合撒儿、鐵木哥斡赤斤等人态度傲慢，速秃·那颜被认为是这里的蒙力克的七个儿子之一。

## 蒙力克家族
- 蒙力克·额赤格（Mönglik Ečige，منکلیک یجیکه/Munklīk Ījīka）
  - 阔阔出（Kököčü，کوکجو/Kūkajū）
    - 钦察（Qibčaq，قبچاق/Qibchāq）

  - 脱栾扯儿必（Tulun Čerbi，تولون چربی/Tūlūn Cherbī）
    - 伯八（Baibaq）
      - 八剌（Baraq）
        - 何都兀赤（Adūči）

      - 不兰奚（Buralqi）

  - 速亦客秃·扯儿必（Süyiketü Čerbi，سوکتو چربی/Sūkātū Cherbī）
  - 速秃那颜（Sutu noyan，سوتو نویان/Sūtū Nūyān）
  - 答亦儿（Dayir，دایر/Dāīr）
    - 哈剌卡特·那颜（Halaqato noyan ＞هلقتو نویان/Halaqatū Nūyān）